# カゼインキナーゼ1
カゼインキナーゼ1（英: casein kinase 1、略称: CK1/CKI、EC 2.7.11.1）は、真核生物のほとんどの細胞種でシグナル伝達経路の調節因子として機能するセリン・スレオニンキナーゼのファミリーである。CK1のアイソフォームはWntシグナル伝達、概日リズム、転写因子の核-細胞質間移行、DNA修復、転写に関与している。

## 発見
放射性リン酸塩を用いた代謝標識研究によって、細胞内のリン酸化タンパク質に付加されたリン酸基が古いものから新しいものへ迅速に交換されうることが1950年代初頭までに知られていた。こうしたタンパク質へのリン酸基の付加と除去に関与する酵素の単離と特性解析を行うために、プロテインキナーゼとプロテインホスファターゼの簡便な基質が必要とされていた。カゼインはタンパク質のリン酸化に関する研究において、その最初期からそうした基質として利用されてきた。1960年代末までにはcAMP依存性プロテインキナーゼの精製が行われ、重要な酵素の活性を調節するキナーゼやホスファターゼに多くの関心が寄せられた。1974年に乳腺の小胞体と関係したカゼインキナーゼの活性の特性解析が初めて行われ、その活性がcAMPに依存していないことが示された。

## CK1ファミリー
CK1ファミリーは単量体型セリン/スレオニンプロテインキナーゼであり、酵母からヒトまでの真核生物に存在する。哺乳類には、 α、β1、γ1、γ2、γ3、δ、εの7種類のメンバーが存在する。これらはアイソフォームと呼ばれることもあるが、異なる遺伝子にコードされる。大きさは22 kDaから55 kDaまでさまざまであり、真核生物の膜、細胞核、細胞質、さらに哺乳類細胞では紡錘体にも同定されている。このファミリーのメンバーはキナーゼドメインが最も高い相同性を示す（53–98%の同一性）が、キナーゼドメインVIIIのAPE配列の代わりにSIN配列が存在するという点で他の大部分のプロテインキナーゼとは異なる。このファミリーのメンバーはin vitroにおける基質特異性が類似しており、in vivoでの基質選択は細胞内局在や特異的基質に存在するドッキング部位によって調節されていると考えられている。リン酸化のコンセンサス配列の1つはS/Tp-X-X-S/Tである。S/Tpはホスホセリンまたはホスホスレオニン、Xはどのアミノ酸でもよいことを意味し、下線部が標的部位である。すなわち、このコンセンサス配列は他のキナーゼによるプライミングを必要とする。一方、CK1はプライミングされていない部位もリン酸化する。標的のS/TのN末端側に酸性アミノ酸クラスターを持つ配列が最適であり、-3位に酸性残基が存在することが特に重要であるようである。NFATやβ-カテニン など重要な標的のいくつかでは、-3位のプライミングは必要とされず、酸性残基クラスターが後に続くSLS配列の最初のセリンがリン酸化される。しかしながらこうした配列のリン酸化効率は最適配列よりも低い。

## 役割
カゼインキナーゼの活性は大部分の細胞種でみられ、複数の酵素と関係していることが知られている。I型カゼインキナーゼファミリーのメンバーには、CK1α、CK1εといった名称が与えられている。

### Wntシグナル伝達経路
CK1εは、Wntシグナル経路のDishevelledをリン酸化する役割が示唆されている。CK1αはβ-カテニンに結合し、リン酸化を行う。
植物では、Jade-1のリン酸化はCK1によって調節されている。
ヒトではCK1γは3種類存在する。ツメガエルXenopusのCK1γは細胞膜に結合しており、LRPと結合する。CK1γはLRPを介したWntシグナルの伝達に必要であり、脊椎動物やショウジョウバエの細胞ではLRP6を介したシグナル伝達に必要かつ十分である。WntのLRPへの結合は、CK1γによるLRPの細胞質ドメインのリン酸化を迅速に増加させる。CK1γによるLRP6のリン酸化は、LRPへのAxinの結合を促進し、Wntシグナル経路を活性化する。

### 概日リズム
CK1εとCK1δは、哺乳類の概日リズムを生み出す、遺伝的な転写-翻訳（-翻訳後）フィードバックループに必要不可欠である。
CK1εはショウジョウバエホモログであるdouble-time（DBT）が1998年に発見され、時計遺伝子としての機能が示唆された。double-timeはヒトのCK1εと86％が同一である。double-timeの変異は概日リズムを変化させることが示され、異常なフリーラン周期（free-running period）を示す2つのDBT変異体が得られた。そのうち1つは蛹段階で致死となり、低リン酸化型PERタンパク質の蓄積が引き起こされた。その後、DBTがPERをリン酸化する役割があることが明らかにされ、その哺乳類ホモログも同様の役割を持つことが示唆された。
2021年、CK1の阻害によって組織の概日リズムを数日にわたって調節する光応答性阻害剤が開発された。こうした調節因子は時間生物学研究や、周期が同調していない器官の修復に有用である可能性がある。

#### 相互作用
DBTはin vitroとin vivoにおいてPERと物理的に相互作用しており、概日周期を通じてPERと安定な複合体を形成していることが示されている。DBTによってリン酸化されたPERはSlimbによって認識される。SlimbはSCFユビキチンリガーゼ複合体の構成要素であり、リン酸化依存的にタンパク質にプロテアソーム分解のための標識を付加する。細胞質でのPER分解の亢進はPERとTIMの双方の核移行を遅らせ、概日リズムの周期に影響を与えると考えられている。
47番のプロリン残基がセリンに置換された（P47S）変異体であるdbtSは、周期を約6時間短縮する。dbtLは80番のメチオニンがイソロイシンに置換された（M80I）変異体であり、周期が約29時間に伸長する。dbtARは126番のヒスチジンがチロシンに置換された（H126Y）変異体であり、周期が乱れる。この変異体では、PERタンパク質は低リン酸化状態となっている。これらの変異はDBTのキナーゼドメインにマッピングされる。DBTの短周期型と長周期型のアレルは核内でのPERの分解をそれぞれ強めたり弱めたりし、適切なPERの分解が24時間周期の確立に重要な決定因子であることが示されている。タンパク質分解への影響に加えて、DBTはPERの核内への蓄積の時期にも影響を与える。短周期型変異体であるdbtSではPERの核内蓄積が遅れ、この現象はPERタンパク質の安定性とは無関係である。非周期型では、PERの恒常的な核内蓄積がみられる。
哺乳類のCK1δとCK1εには密接に関連した123アミノ酸からなるC末端ドメインが存在し、キナーゼ活性の自己調節を行っている。CK1δとCK1εの同一性は53%である。これらのドメインはDBTのC末端ドメインとの関連性はないことから、哺乳類とハエのホモログは進化の過程で分岐したことが示唆される。シロイヌナズナ、ショウジョウバエ、アカパンカビでは、CK2にも同様の機能が報告されている。

#### 正の調節と負の調節
CK1εはPERタンパク質（PER1、PER2、PER3）に周期的に結合してリン酸化する。両者はヘテロ二量体を形成し、CRYタンパク質（CRY1、CRY2）とも相互作用する。リン酸化には2つの効果がある。ショウジョウバエでは、PERタンパク質のリン酸化はユビキチン化を促進し、分解をもたらすことが示されている。また、PERタンパク質のリン酸化は時計遺伝子の転写抑制のための核移行を不可能な状態にする。核移行の阻害はPERの核局在シグナルのリン酸化によって行われ、シグナルを覆い隠すことで核への進入が妨げられる。しかしながら、PERタンパク質複合体がCRYに結合している際には、このCK1εによる細胞質への拘束に打ち勝つことができる。CK1εとCRYの双方がPERと複合体を形成している際にCK1εはCRYをリン酸化することがin vitroで示されているが、その機能的意義は未解明である。
転写因子BMAL1はin vitroでCK1εの基質であり、CK1εの活性の増加はBMAL1依存的な概日遺伝子プロモーターの影響下にある遺伝子の転写を正に調節することが示されている。この効果のin vivoでの検証はまだ行われていない。

#### 疾患における重要性
CK1δとCK1εはヒトの疾患における重要性が示されており、異常な概日リズムの治療にCK1の薬理的阻害が有効である可能性を示す研究結果が得られている。PER2のCK1εリン酸化部位の変異や多様性は家族性睡眠相前進症候群（FASPS）と関係している。同様に、PER3のリン酸化部位の長さの多様性は「朝型」「夜型」と相関しており、長いアレルは早起きの人、短いアレルは朝が遅い人と関係している。さらに、睡眠相後退症候群の患者の75%は短いアレルをホモ接合で持つ。
CK1の変異は他の哺乳類でも概日行動を変化させることが示されている。1988年にはゴールデンハムスターでフリーラン周期が22時間となるtau変異体が得られ、これは哺乳類で最初に発見された概日周期変異体であった。2000年には、tau変異がCK1εにマッピングされた。tau変異体はその発見以降、概日周期の生物学における貴重な研究ツールとして利用されている。CK1ɛtauにみられるT178C変異はPER（CRYではない）の分解の増加を引き起こす機能獲得型変異である。その結果、PERによって調節されているフィードバックループが破壊され、分子的振動が加速される。ホモ接合型変異体（CK1ε(tau/tau)）はin vivo（行動による測定）とin vitro（視交叉上核の発火率の測定）の双方で周期の大きな短縮を示す。CK1δ遺伝子の変異と家族性片頭痛や睡眠相の前進との関係も同定されており、マウス片頭痛モデルでも再現されている。

#### 各アイソフォームの役割
概日周期の長さやタンパク質の安定性におけるCK1δとCK1εの機能は一般的に冗長性があると考えられている。しかしながら、CK1δの欠乏は概日周期を伸長するが、CK1εの欠乏ではそうした効果は見られないことが示されている。また、PER1のリン酸化に関してCK1αがCK1δと冗長的な役割を果たしていることが示唆されているが、この結果は他のデータと一致しない。

### 核細胞質移行の調節
核と細胞質において真核生物のリボソームの60Sサブユニットの生合成に必要不可欠なタンパク質であるeIF6の核外輸送の調節には、CK1αもしくはCK1δが必要不可欠である。CK1によるSer174とSer175のリン酸化はeIF6の核外輸送を促進し、カルシニューリンによる脱リン酸化はeIF6の核への蓄積を促進する。
CK1は、NFATの核細胞質間シャトリングへの関与も示唆されている。酵母では、CK1ホモログがNFATと類似したモチーフを持つ転写因子Crz1pをリン酸化することが観察されている。

### 間期、有糸分裂とDNA修復
CK1δの活性は、有糸分裂やDNA損傷応答への関与が示唆されている。間期の間CK1δはゴルジ体に結合し、トランスゴルジ網からのクラスリン被覆小胞の出芽を調節しているようである。また、CK1δはチューブリンとも結合しているようである。未損傷の有糸分裂期細胞ではCK1δとチューブリンの結合はみられないが、DNA損傷を受けた細胞では有糸分裂時にリクルートされることから、CK1δが有糸分裂時に微小管ネットワークの調整に何らかの役割を有していることが示唆されている。こうした生物学的相互作用の機構は不明である。